# Alban Meha
Alban Meha est un footballeur international kosovar et albanais, né le 26 avril 1986 à Kosovska Mitrovica. Il évolue au poste de milieu offensif.

## Palmarès
Vierge

## Statistiques
| Saison    | Club                     | Pays              | Championnat         | Coupes nationales | Coupes d'Europe | Albanie          |
| --------- | ------------------------ | ----------------- | ------------------- | ----------------- | --------------- | ---------------- |
| 2007-2008 | SSV Reutlingen 05        | Regionalliga Süd  | 28 matchs / 1 but   | -                 | -               | -                |
| 2008-2009 | SSV Reutlingen 05        | Regionalliga Süd  | 28 matchs / 3 buts  | -                 | -               | -                |
| 2009-2010 | SSV Reutlingen 05        | Regionalliga Süd  | 27 matchs / 12 buts | -                 | -               | -                |
| 2010-2011 | SV Eintracht Trèves 1905 | Regionalliga West | 33 matchs / 15 buts | 1 match           | -               | -                |
| 2011-2012 | SC Paderborn 07          | 2.Bundesliga      | 33 matchs / 5 buts  | 2 matchs / 1 but  | -               | -                |
| 2012-2013 | SC Paderborn 07          | 2.Bundesliga      | 26 matchs / 6 buts  | 1 match / 1 but   | -               | 4 matchs / 1 but |
| 2013-2014 | SC Paderborn 07          | 2.Bundesliga      | 25 matchs / 12 buts | 1 match           | -               | 2 matchs / 1 but |

Dernière mise à jour le 15 juin 2014